# Рихтер, Александр Фёдорович
Александр Фёдорович Рихтер (1794—1826) — российский писатель

 и переводчик.

## Биография
Родился в 1794 году.
Служил в Департаменте государственного хозяйства и публичных зданий; некоторое время был домашним секретарём при канцлере графе Н. П. Румянцеве и совершил с ним путешествие по России, на Кавказ и в Крым.
Принимал участие в издании журнала «Кабинет Аспазии».
Был членом Вольного общества любителей российской словесности и Общества любителей словесности, наук и художеств; известен своими сочинениями и переводами с немецкого, французского, латинского, итальянского и датского языков. В числе его сочинений:
- Два опыта в словесности. — СПб.: В Медицинской типографии, 1816.
- О бардах, скальдах и стихотворцах средних веков. — СПб.: В типографии Императорскаго Воспитательнаго дома, 1821;
- Старая и Новая Ладога. — СПб.: В типографии Императорскаго Воспитательнаго дома, 1821;
- Исследования о влиянии монголо-татар на Россию. — СПб.: в типографии Смирдина, 1825 (первоначально напечатано в «Соревнователе просвещения» 1822);
- Сибарит. Исторический отрывок. — СПб.: В типографии Императорскаго Воспитательнаго дома, 1822;
- Похвальное слово Лафонтену, соч. Шамфора, удостоенное награды Марсельской Академии в 1774 / перевод А. Рихтера. — СПб., 1825;
- Опыт истории инков, соч. графа Альгаротти / перевод с итальянского. — СПб., 1825 г.;
- Опыт о успехах политической экономии в XVIII ст., соч. Ансильона / перевод с французского А. Рихтера. — СПб., 1825.

Печатался в «Соревнователе просвещения» (1818. — Ч. III; 1819. — Ч. VIII), в «Северном архиве» (Последние минуты Суворова), в Отечественных записках (Письмо о русских пословицах), в «Благонамеренном» (О Скандинавской мифологии), в «Вестнике Европы» (Взгляд на статью г-на Б.: Обозрение Российской словесности), в «Азиатском вестнике» (О трудах россиян в отношении восточной словесности. — 1825).
Умер 10 (22) января 1826 года (или 16 (28) января 1826) в Санкт-Петербурге.